# Strada statale 165 di Mater Domini
La ex strada statale 165 di Mater Domini (SS 165), ora strada provinciale ex SS 165 di Mater Domini (SP ex SS 165), è una strada provinciale italiana che prende il nome da un'antica cappella posta nell'omonima frazione di Caposele.

## Storia
La strada statale 165 venne istituita nel 1953 con il seguente percorso: "Innesto con la SS. n. 7 presso Teora - Bivio per il Santuario di Mater Domini - Bivio per Caposele - Innesto con la SS. n. 91 presso Ponte Sele."

## Percorso
La strada ha inizio alle porte di Teora dal tracciato ormai dismesso della strada statale 7 Via Appia che attualmente transita più a nord. Il percorso incrocia la strada statale 691 Fondo Valle Sele all'altezza dello svincolo per Caposele, raggiunge la frazione Materdomini e il bivio per la stessa Caposele. Il tracciato a questo punto è stretto a destra dal corso del fiume Sele e a sinistra dalla SS 691, fino all'innesto con la ex strada statale 91 della Valle del Sele non lontano da Calabritto.
In seguito al decreto legislativo n. 112 del 1998, dal 17 ottobre 2001 la gestione è passata dall'ANAS alla Regione Campania, che nella stessa data ha ulteriormente devoluto le competenze alla Provincia di Avellino.